# Большегридинский сельский округ
Большегридинский сельский округ — упразднённая административно-территориальная единица, существовавшая на территории Егорьевского района Московской области в 1994—2004 годах.
Большегридинский сельсовет был образован в первые годы советской власти. По данным 1923 года он входил в состав Поминовской волости Егорьевского уезда Московской губернии.
В 1926 году к Большегридинскому с/с был присоединён Бормусовский с/с, но уже 16 ноября 1926 года он был выделен обратно. Одновременно с ним из Большегридинского с/с был выделен Собанинский сельсовет.
В 1926 году Большегридинский с/с включал село Большое Гридино, деревни Бормусово и Сабанино, а также 2 лесных сторожки.
В 1929 году Большегридинский с/с был отнесён к Шатурскому району Орехово-Зуевского округа Московской области.
10 июля 1933 года в связи с ликвидацией Шатурского района Большегридинский с/с был передан в Егорьевский район.
14 июня 1954 года к Большегридинскому с/с был присоединён Ковревский сельсовет.
1 февраля 1963 года Егорьевский район был упразднён и Большегридинский с/с вошёл в Егорьевский сельский район. 11 января 1965 года Большегридинский с/с был передан в восстановленный Егорьевский район.
23 июня 1988 года в Большегридинском с/с была упразднена деревня Пырково.
3 февраля 1994 года Большегридинский с/с был преобразован в Большегридинский сельский округ.
19 апреля 2001 года к Большегридинскому с/о был присоединён Алексино-Шатурский сельский округ.
17 декабря 2001 года в Большегридинский с/о вошла деревня Верейка, имевшая до этого статус рабочего посёлка.
21 июня 2004 года Большегридинский с/о был упразднён, а его территория передана в Саввинский с/о.